# Rangvang
Rangvang – gaun wikas samiti w zachodniej części Nepalu w strefie Gandaki w dystrykcie Syangja. Według nepalskiego spisu powszechnego z 2001 roku liczył on 778 gospodarstw domowych i 4259 mieszkańców (2270 kobiet i 1989 mężczyzn).